# Championnats de Colombie de cyclisme sur route 2025
Navigation
Championnats de Colombie 2024 Championnats de Colombie 2026
Les championnats de Colombie de cyclisme sur route se déroulent du 6 février au 28 février 2025 à Bucaramanga, dans le département de Santander.

## Podiums

### Épreuves masculines
| Épreuves         | Or                             | Or | Or              | Argent                                 | Argent | Argent     | Bronze                                        | Bronze | Bronze     |
| ---------------- | ------------------------------ | -- | --------------- | -------------------------------------- | ------ | ---------- | --------------------------------------------- | ------ | ---------- |
| Élites           |                                |    |                 |                                        |        |            |                                               |        |            |
| Course en ligne  | Egan Bernal (Ineos Grenadiers) | en | 5 h 56 min 12 s | Diego Camargo (Medellín-EPM)           | à      | 2 min 16 s | Kevin Castillo (Sistecrédito)                 | à      | 3 min 43 s |
| Contre-la-montre | Egan Bernal (Ineos Grenadiers) | en | 50 min 51 s     | Walter Vargas (Medellín-EPM)           | à      | 7 s        | Brandon Rivera (Ineos Grenadiers)             | à      | 29 s       |
| Moins de 23 ans  |                                |    |                 |                                        |        |            |                                               |        |            |
| Course en ligne  | Samuel Flórez (Cortizo)        | en | 3 h 59 min 51 s | William Colorado (GW - Erco - Shimano) | à      | 28 s       | Esteban Hoyos (NU Colombia)                   | à      | 30 s       |
| Contre-la-montre | Samuel Flórez (Cortizo)        | en | 45 min 2 s      | Freddy Ávila (GW - Erco - Shimano)     | à      | 13 s       | Juan Diego Quintero (Valle del Cauca - FUNRV) | à      | 1 min 7 s  |

### Épreuves féminines
| Épreuves         | Or                              | Or | Or              | Argent                                   | Argent | Argent    | Bronze                               | Bronze | Bronze     |
| ---------------- | ------------------------------- | -- | --------------- | ---------------------------------------- | ------ | --------- | ------------------------------------ | ------ | ---------- |
| Élites           |                                 |    |                 |                                          |        |           |                                      |        |            |
| Course en ligne  | Juliana Londoño (Picnic PostNL) | en | 3 h 54 min 34 s | Diana Peñuela (Sistecrédito)             |        | m.t.      | Paula Patiño (Movistar)              |        | m.t.       |
| Contre-la-montre | Diana Peñuela (Sistecrédito)    | en | 51 min 25 s     | Karen Villamizar (Pato Bike - BMC)       | à      | 1 min 8 s | Paula Patiño (Movistar)              | à      | 1 min 40 s |
| Moins de 23 ans  |                                 |    |                 |                                          |        |           |                                      |        |            |
| Course en ligne  | Natalia Garzón (Sistecrédito)   | en | 3 h 54 min 34 s | Angie Londoño (Abadiño Cycling Academia) |        | m.t.      | Gabriela López (WCC Team)            |        | m.t.       |
| Contre-la-montre | Natalia Garzón (Sistecrédito)   | en | 38 min 25 s     | Gabriela López (WCC Team)                | à      | 48 s      | Laura Rojas (Boyacá es Para Vivirla) | à      | 49 s       |

## Déroulement des championnats

### 6 février: les contre-la-montre
La première journée de compétition des championnats est consacrée aux contre-la-montre.
Classement du contre-la-montre individuel Espoir féminins
|   | Coureur          | Équipe                        |    | Temps       |
| - | ---------------- | ----------------------------- | -- | ----------- |
| 1 | Natalia Garzón   | Sistecrédito                  | en | 38 min 25 s |
| 2 | Gabriela López   | WCC Team                      | à  | 48 s        |
| 3 | Laura Rojas      | Boyacá es Para Vivirla        | à  | 49 s        |
| 4 | Jennifer Sánchez | Ciclismo Capital              | à  | 1 min 33 s  |
| 5 | Shirly Roa       | Avinal - Alcadía de El Carmen | à  | 2 min 2 s   |

Dix-neuf coureuses engagées, dix-huit coureuses classées.
Classement du contre-la-montre individuel Élite dames
|   | Coureur           | Équipe            |    | Temps       |
| - | ----------------- | ----------------- | -- | ----------- |
| 1 | Diana Peñuela     | Sistecrédito      | en | 51 min 25 s |
| 2 | Karen Villamizar  | Pato Bike - BMC   | à  | 1 min 8 s   |
| 3 | Paula Patiño      | Movistar          | à  | 1 min 40 s  |
| 4 | Estefanía Herrera | Orgullo paisa     | à  | 1 min 53 s  |
| 5 | Juliana Londoño   | Picnic PostNL     | à  | 2 min 14 s  |
| 6 | Marcela Hernández | Orgullo paisa     | à  | 2 min 41 s  |
| 7 | Carolina Vargas   | Eneicat           | à  | 3 min 27 s  |
| 8 | Elvia Cárdenas    | Just Cycling Viem | à  | 3 min 30 s  |

Vingt inscrites, dix-neuf classées.
Classement du contre-la-montre individuel Espoir messieurs
|   | Coureur             | Équipe                  |    | Temps      |
| - | ------------------- | ----------------------- | -- | ---------- |
| 1 | Samuel Flórez       | Cortizo                 | en | 45 min 2 s |
| 2 | Freddy Ávila        | GW - Erco - Shimano     | à  | 13 s       |
| 3 | Juan Diego Quintero | Valle del Cauca - FUNRV | à  | 1 min 7 s  |
| 4 | Yeferson Camargo    | Petrolike (es)          | à  | 1 min 59 s |
| 5 | Edwin Rubio         | Boyacá es Para Vivirla  | à  | 2 min 4 s  |

Quarante et un coureurs engagés, trente-neuf classés.
Classement du contre-la-montre individuel Élite messieurs
| \| Classement général \| Classement général \| Classement général \| Classement général \| Classement général \| \| Coureur \| Coureur \| Pays \| Équipe \| Temps \| \| ------------------ \| ------------------ \| ------------------ \| --------------------- \| ------------------ \| \| 1er \| Egan Bernal[6] \| Colombie \| Ineos Grenadiers \| 50 min 51 s \| \| 2e \| Walter Vargas \| Colombie \| Team Medellín-EPM \| + 7 s \| \| 3e \| Brandon Rivera \| Colombie \| Ineos Grenadiers \| + 29 s \| \| 4e \| Rodrigo Contreras \| Colombie \| NU Colombia \| + 35 s \| \| 5e \| Harold Tejada \| Colombie \| XDS Astana Team \| + 50 s \| \| 6e \| Germán Darío Gómez \| Colombie \| Team Polti VisitMalta \| + 2 min 07 s \| \| 7e \| Wilson Peña \| Colombie \| Team Sistecrédito \| + 3 min 44 s \| \| 8e \| Samuel Herrera \| Colombie \| Team Sistecrédito \| + 4 min 36 s \| \| 9e \| Daniel Muñoz \| Colombie \| NU Colombia \| + 5 min 12 s \| \| 10e \| Diego Camargo \| Colombie \| Team Medellín-EPM \| + 5 min 26 s \| |                    |          |                       |              |
| |                    |          |                       |              |
| |                    |          |                       |              |
| Classement général |                    |          |                       |              |
| Coureur | Coureur            | Pays     | Équipe                | Temps        |
| 1er | Egan Bernal        | Colombie | Ineos Grenadiers      | 50 min 51 s  |
| 2e | Walter Vargas      | Colombie | Team Medellín-EPM     | + 7 s        |
| 3e | Brandon Rivera     | Colombie | Ineos Grenadiers      | + 29 s       |
| 4e | Rodrigo Contreras  | Colombie | NU Colombia           | + 35 s       |
| 5e | Harold Tejada      | Colombie | XDS Astana Team       | + 50 s       |
| 6e | Germán Darío Gómez | Colombie | Team Polti VisitMalta | + 2 min 07 s |
| 7e | Wilson Peña        | Colombie | Team Sistecrédito     | + 3 min 44 s |
| 8e | Samuel Herrera     | Colombie | Team Sistecrédito     | + 4 min 36 s |
| 9e | Daniel Muñoz       | Colombie | NU Colombia           | + 5 min 12 s |
| 10e | Diego Camargo      | Colombie | Team Medellín-EPM     | + 5 min 26 s |

Vingt-deux coureurs inscrits. Dix-neuf classés.

### 7 février: la course en ligne dames
Juliana Londoño (Picnic PostNL) remporte son premier titre de championne de Colombie.
Après 130,2 km d'effort, et sous une chaleur accablante (plus de vingt-huit degrés), Bucaramanga a vu la victoire de Juliana Londoño, nouvelle membre d'une formation World Tour. Elle devance la championne de Colombie du contre-la-montre Diana Peñuela (Sistecrédito) et la tenante du titre Paula Patiño (Movistar).
Au départ d'un parcours ardu (« une montée - descente » selon Daniel Martínez), cinq favorites sont relevées. Outre les trois médaillées ci-dessus, Estefanía Herrera (es) du club antioqueño Orgullo Paisa, coureuse reconnue du peloton national et Karen Villamizar (d)  (Pato Bike - BMC), vice-championne du contre-la-montre la veille, sont également citées.
Même si une première échappée se dessine rapidement (circonscrite tout aussi vite), les concurrentes sont restées groupées jusque dans le final. Aucune équipe ou aucune participante n'a tenté une fugue ou une tentative au long cours. Ainsi à l'antépénultième passage sur la ligne, Natalia Franco (d)  (Orgullo paisa) conduit le peloton encore compact. Avant l'entrée dans le dernier tour, l'équipe JustCycling avec Camila Valbuena, Elvia Cárdenas (d)  et Cristina Sanabria est la plus visible en tête de la course, dans l'intention de surveiller les velléités d'action de leurs rivales. Patiño, seule membre de son équipe, et désavantagée de ce fait, tente de reproduire le scénario de l'année précédente qui l'avait conduite au titre, en attaquant à deux kilomètres de l'avant-dernier passage sur la ligne pour finir en solitaire. Mais cette fois Londoño la neutralise, même si cette escarmouche scinde le peloton en quatre. Dans le premier paquet se retrouvent outre Patiño et Londoño, Peñuela, Cárdenas, Franco, Erika Botero (d) , Stefanía Sánchez (d) , Jessica Parra et Karen Villamizar. À trois kilomètres de la ligne d'arrivée, Paula Patiño attaque de nouveau mais ne réussit pas à faire de différence. Dans les derniers hectomètres, elles sont encore onze ensemble avant le sprint, lancé par Diana Peñuela, qui disloque le groupe. Juliana Londoño prend sa roue et la déborde à quelques dizaines de mètres de l'arrivée. Un duo termine à une ou deux longueurs. Paula Patiño devance Natalia Garzón pour monter sur la troisième marche du podium Élite, tandis que Garzón réalise le doublé championnats de Colombie Espoir du contre-la-montre et de la course en ligne.
Classement de la course en ligne dames,
|    | Coureuse         | Catégorie | Équipe                   |    | Temps           |
| -- | ---------------- | --------- | ------------------------ | -- | --------------- |
| 1  | Juliana Londoño  | Élite     | Picnic PostNL            | en | 3 h 54 min 34 s |
| 2  | Diana Peñuela    | Élite     | Sistecrédito             |    | m.t.            |
| 3  | Paula Patiño     | Élite     | Movistar                 |    | m.t.            |
| 4  | Natalia Garzón   | Espoir    | Sistecrédito             |    | m.t.            |
| 5  | Angie Londoño    | Espoir    | Abadiño Cycling Academia |    | m.t.            |
| 6  | Stefanía Sánchez | Élite     | Sistecrédito             |    | m.t.            |
| 7  | Gabriela López   | Espoir    | WCC Team                 |    | m.t.            |
| 8  | Camila Valbuena  | Élite     | Just Cycling Viem        |    | m.t.            |
| 9  | Elvia Cárdenas   | Élite     | Just Cycling Viem        |    | m.t.            |
| 10 | Natalia Franco   | Élite     | Orgullo paisa            |    | m.t.            |

### 8 février: la course en ligne Espoir messieurs
Samuel Flórez remporte le titre deux jours après celui du contre-la-montre.
Classement de la course en ligne Espoir messieurs
|   | Coureur           | Équipe              |    | Temps           |
| - | ----------------- | ------------------- | -- | --------------- |
| 1 | Samuel Flórez     | Cortizo             | en | 3 h 59 min 51 s |
| 2 | William Colorado  | GW - Erco - Shimano | à  | 28 s            |
| 3 | Esteban Hoyos     | NU Colombia         | à  | 30 s            |
| 4 | Juan Pablo Ortega | NU Colombia         | à  | 47 s            |
| 5 | Mauricio Zapata   | GW - Erco - Shimano | à  | 48 s            |

### 9 février: la course en ligne Élite messieurs
Egan Bernal réalise le doublé championnats de Colombie du contre-la-montre et de la course en ligne.
| \| Classement général \| Classement général \| Classement général \| Classement général \| Classement général \| \| Coureur \| Coureur \| Pays \| Équipe \| Temps \| \| ------------------ \| ------------------ \| ------------------ \| ------------------ \| ------------------ \| \| 1er \| Egan Bernal[11] \| Colombie \| Ineos Grenadiers \| 5 h 56 min 12 s \| \| 2e \| Diego Camargo \| Colombie \| Team Medellín-EPM \| + 2 min 16 s \| \| 3e \| Kevin Castillo \| Colombie \| Team Sistecrédito \| + 3 min 43 s \| \| 4e \| Einer Rubio \| Colombie \| Movistar Team \| + 3 min 44 s \| \| 5e \| Brandon Rivera \| Colombie \| Ineos Grenadiers \| + 4 min 20 s \| \| 6e \| Sergio Henao \| Colombie \| NU Colombia \| + 4 min 22 s \| \| 7e \| Robinson López \| Colombie \| GW Shimano \| + 5 min 16 s \| \| 8e \| Wilmar Paredes \| Colombie \| Team Medellín-EPM \| + 7 min 38 s \| \| 9e \| José Misael Urián \| Colombie \| Team Sistecrédito \| + 7 min 38 s \| \| 10e \| Cristian Muñoz \| Colombie \| NU Colombia \| + 7 min 41 s \| |                   |          |                   |                 |
| |                   |          |                   |                 |
| |                   |          |                   |                 |
| Classement général |                   |          |                   |                 |
| Coureur | Coureur           | Pays     | Équipe            | Temps           |
| 1er | Egan Bernal       | Colombie | Ineos Grenadiers  | 5 h 56 min 12 s |
| 2e | Diego Camargo     | Colombie | Team Medellín-EPM | + 2 min 16 s    |
| 3e | Kevin Castillo    | Colombie | Team Sistecrédito | + 3 min 43 s    |
| 4e | Einer Rubio       | Colombie | Movistar Team     | + 3 min 44 s    |
| 5e | Brandon Rivera    | Colombie | Ineos Grenadiers  | + 4 min 20 s    |
| 6e | Sergio Henao      | Colombie | NU Colombia       | + 4 min 22 s    |
| 7e | Robinson López    | Colombie | GW Shimano        | + 5 min 16 s    |
| 8e | Wilmar Paredes    | Colombie | Team Medellín-EPM | + 7 min 38 s    |
| 9e | José Misael Urián | Colombie | Team Sistecrédito | + 7 min 38 s    |
| 10e | Cristian Muñoz    | Colombie | NU Colombia       | + 7 min 41 s    |

## Tableau des médailles
Les vingt-quatre médailles se distribuent ainsi :
| Rang  | Nation          | Or | Argent | Bronze | Total |
| ----- | --------------- | -- | ------ | ------ | ----- |
| 1     | Antioquia       | 2  | 2      | 2      | 6     |
| 2     | Cundinamarca    | 2  | 0      | 1      | 3     |
| 3     | Santander       | 2  | 0      | 0      | 2     |
| 4     | Atlántico       | 1  | 1      | 1      | 3     |
| 5     | Bolívar         | 1  | 1      | 0      | 2     |
| 6     | Bogota          | 0  | 2      | 0      | 2     |
| 7     | Risaralda       | 0  | 1      | 1      | 2     |
| 8     | Boyacá          | 0  | 1      | 1      | 2     |
| 9     | Valle del Cauca | 0  | 0      | 1      | 1     |
| 10    | Tolima          | 0  | 0      | 1      | 1     |
| Total | Total           | 8  | 8      | 8      | 24    |